# Wikipédia en dagbani
Wikipédia en dagbani (en dagbani : Dagbani Wikipedia) est l’édition de Wikipédia en dagbani, langue gour parlée dans le nord du Ghana. L'édition est lancée le 30 juin 2021,,,. Son code est : dag.
Au 23 mars 2025, l'édition en dagbani contient 12 017 articles et compte 5 387 contributeurs, dont 61 contributeurs actifs et 2 administrateurs.

## Présentation

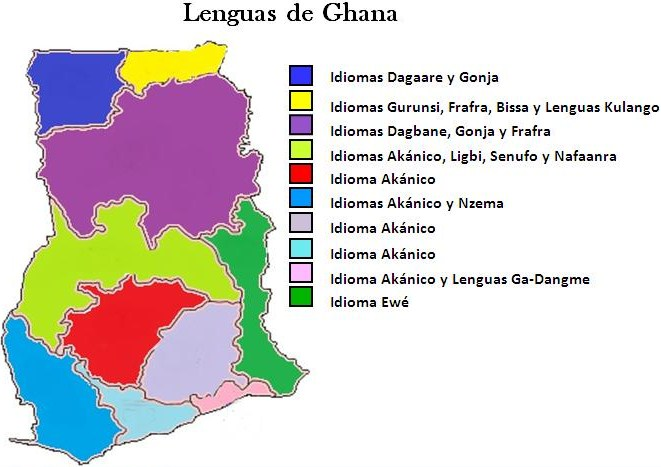
Localisation des locuteurs du dagbani au Ghana.

## Statistiques
- Le 7 novembre 2022, l'édition en dagbani contient 3 999 articles et compte 2 006 contributeurs, dont 63 contributeurs actifs et 3 administrateurs.
- Le 3 octobre 2024, elle contient 10 060 articles et compte 4 555 contributeurs, dont 48 contributeurs actifs et 2 administrateurs.
- Le 23 mars 2025, elle contient 12 017 articles et compte 5 387 contributeurs, dont 61 contributeurs actifs et 2 administrateurs.